# Mount St. Helens National Volcanic Monument
Mount St. Helens National Volcanic Monument est un monument national américain qui inclut la zone autour du mont Saint Helens dans l'État de Washington. Il a été créé en 1982 par le congrès américain à la suite de l'éruption du mont Saint Helens en 1980. Les 445 km² du monument sont réservés à la recherche, aux loisirs et à l'éducation. L'environnement à la suite de l'explosion est laissé intact pour répondre naturellement aux perturbations.

## Attractions
Depuis sa création, de nombreux sentiers, points de vue, stations d’information, terrains de camping et aires de pique-nique ont été aménagés pour accueillir le nombre croissant de visiteurs chaque année.
Visitors Center : le centre d’accueil des visiteurs du mont St. Helens à Silver Lake, à environ 30 km à l’ouest du mont Saint Helens et à 48 km à l’est de l’Interstate 8 (à l’extérieur du monument), a ouvert ses portes en 1987 par le vice-président de l’époque, George H.W. Bush, et est exploité depuis octobre 1987. Les expositions comprennent la culture et l’histoire de la région, ainsi que l’histoire naturelle et la géologie du volcan et de l’éruption, avec la restauration de la végétation et de la vie animale de la région. Le centre comprend un théâtre, une boutique de souvenirs et des sentiers extérieurs. Fin 1989, le centre avait accueilli plus de 1 million de visiteurs. Un petit droit d’entrée est facturé.
Windy Ridge est le point de vue le plus proche accessible au grand public. À partir de l’été 1983, les visiteurs ont pu se rendre à Windy Ridge, sur la route 99 du Service des forêts des États-Unis, à seulement 4,6 km au nord-est du cratère. De ce point de vue surplombant le lac Spirit, les gens voient non seulement les preuves de la destruction d’un volcan, mais aussi le rétablissement remarquable et progressif (mais plus rapide que prévu à l’origine) de la terre à mesure que la végétation renaît et que la faune revient.
Ape Cave est un tunnel de lave situé dans la forêt nationale Gifford Pinchot, juste au sud du mont Saint Helens. Son passage est le plus long tube de lave continu de la partie continentale des États-Unis et le troisième plus long tube de lave (en longueur totale cartographiée) d’Amérique du Nord avec 4 023 mètres.

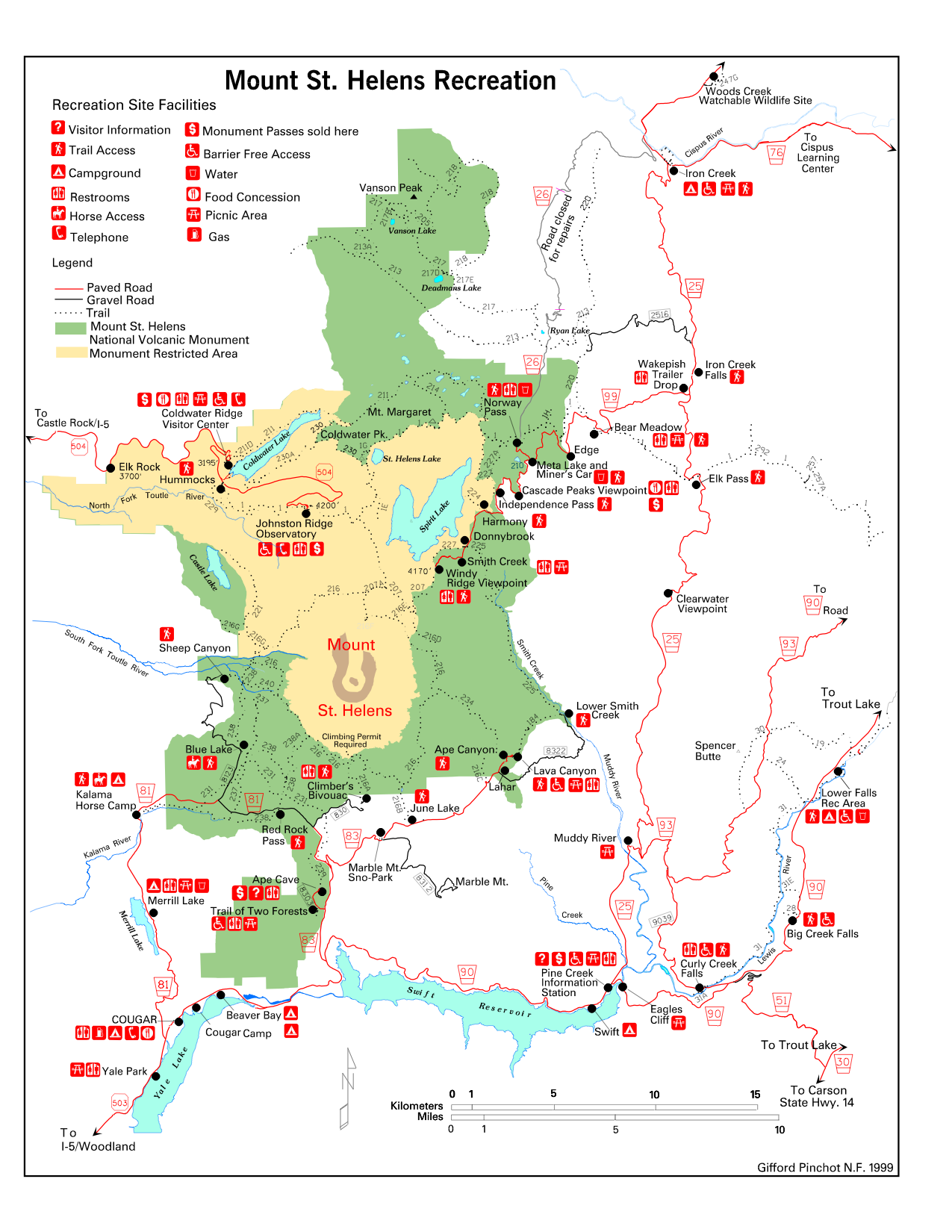
carte du Mont St. Helens National Volcanic Monument

## Galerie

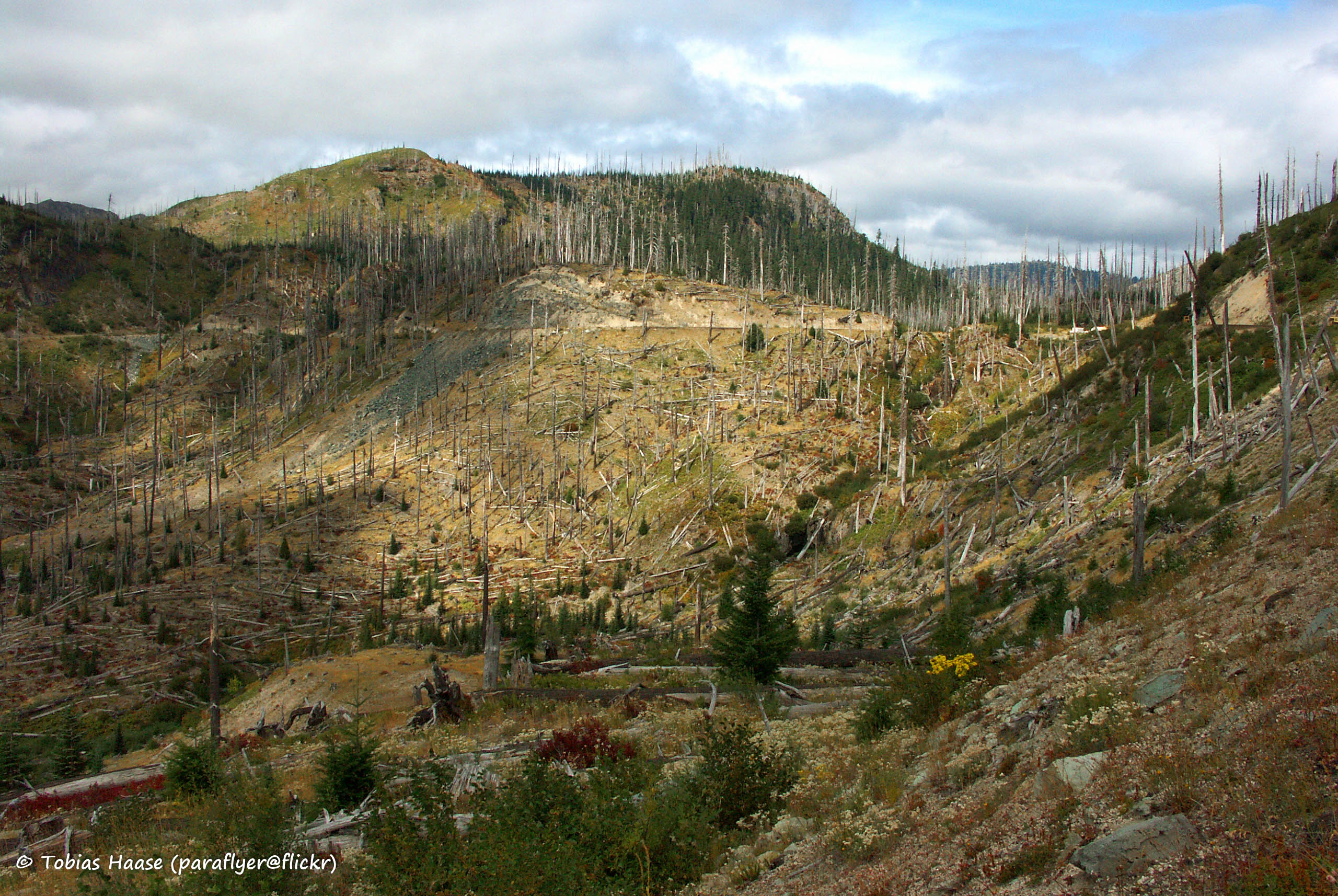
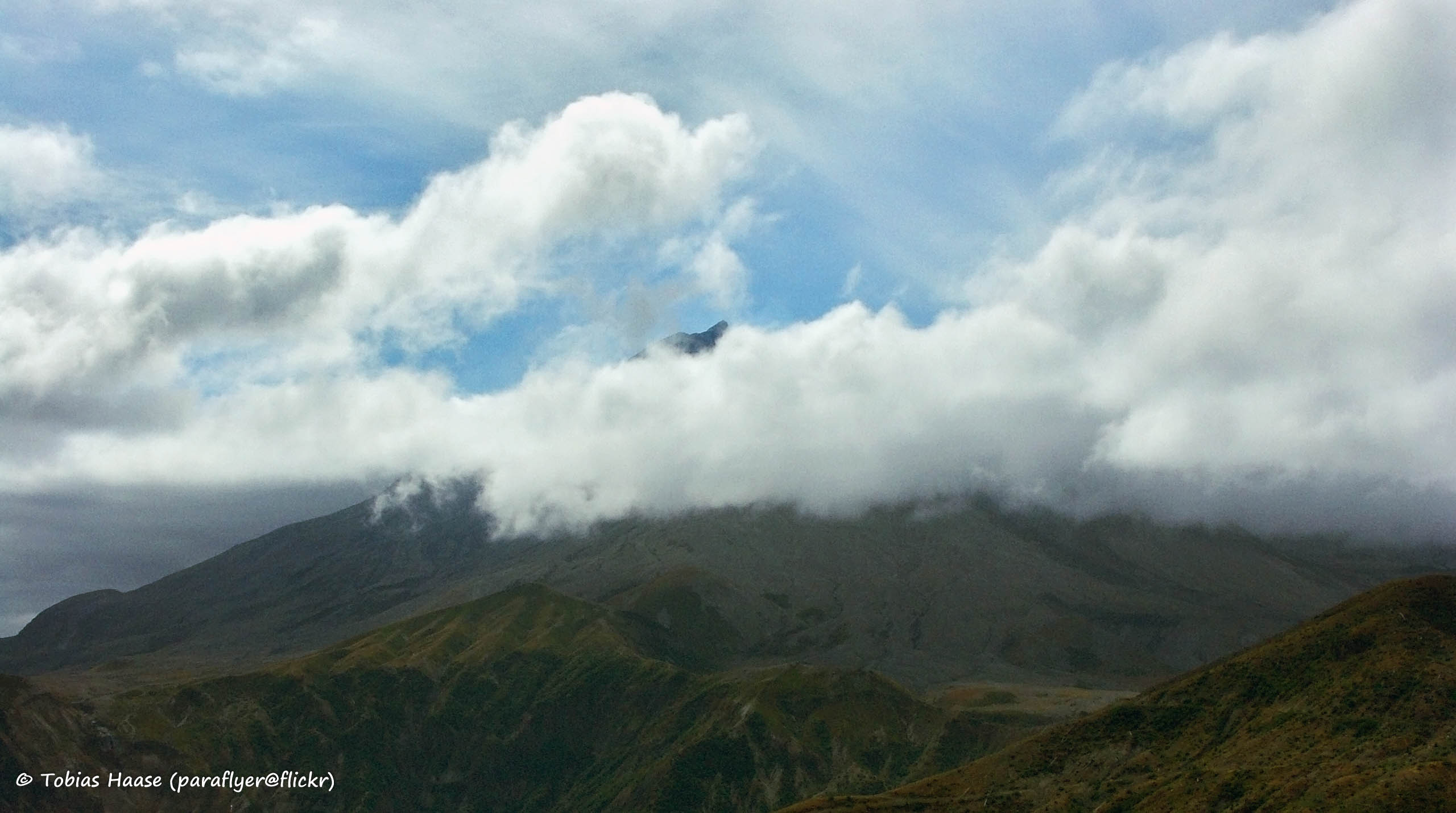
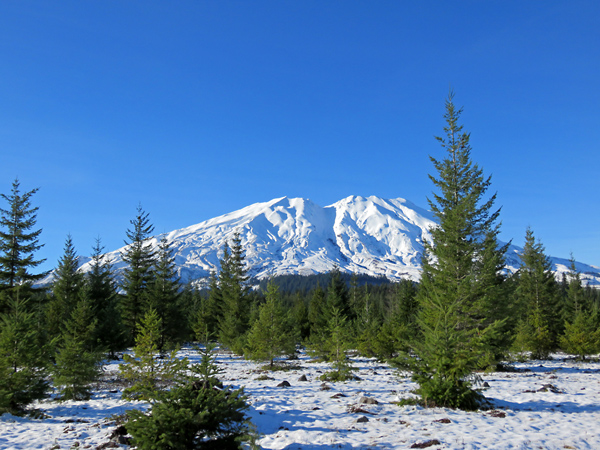
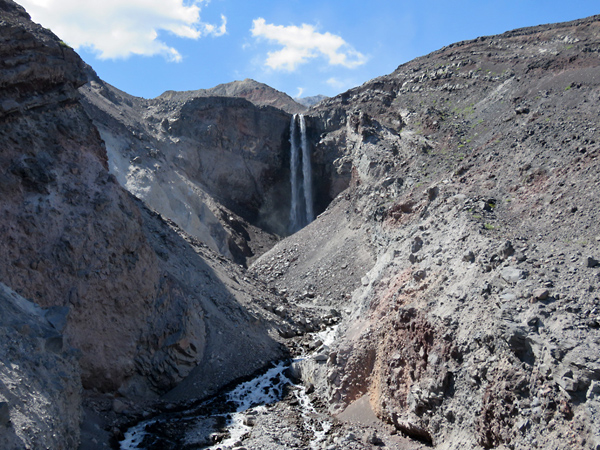
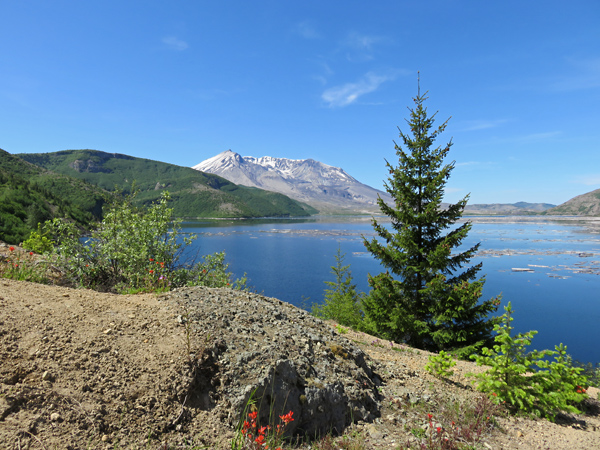